# 4-فينيل ثيوكربازيد نصفي
4-فينيل ثيوكربازيد (4-PTSC) هو ثيوسمي كاربازيد يستخدم كمادة كيميائية زراعية ومبيد للآفات. كما أنه يمتلك خصائص مضادة للجراثيم تُعزى إلى عدم تمركز الإلكترون في جزء ثيوسمي كاربازيد.

## روابط خارجية
- وكالة حماية البيئة-صحائف وقائع مبيدات الآفات